# Анрі Картьє-Брессон

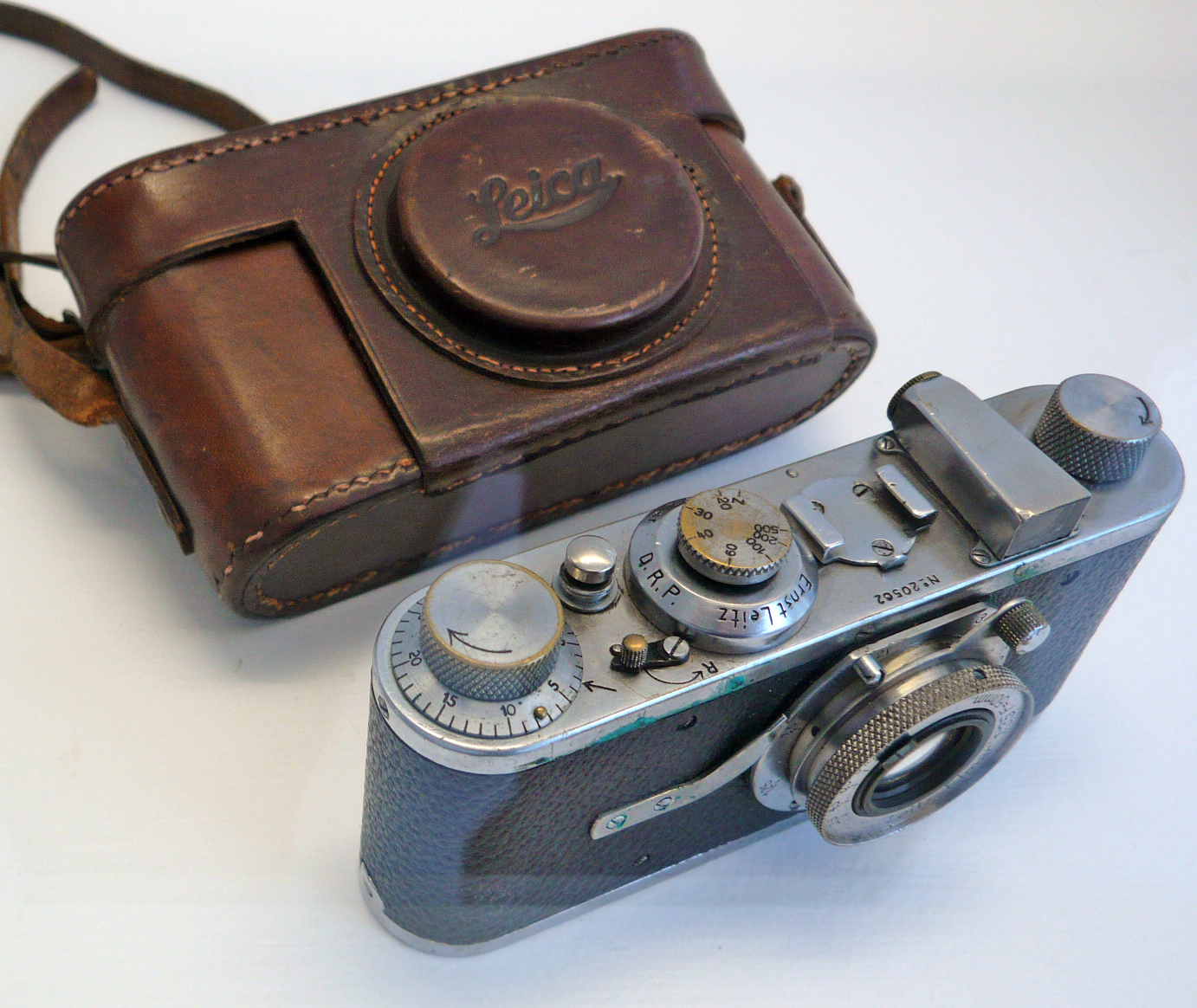
Камера «Leica» Анрі Картьє-Брессона

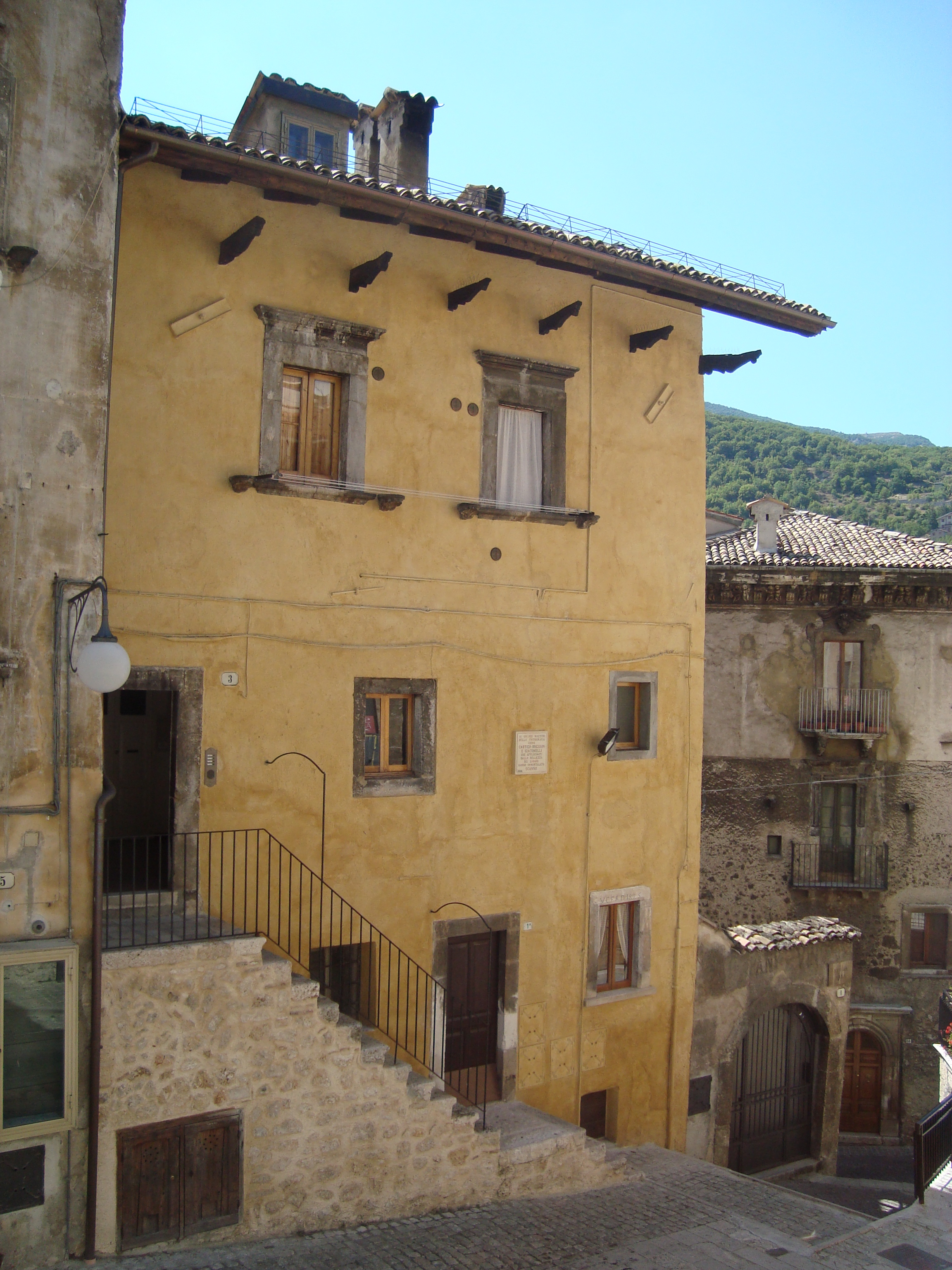
Будинок Анрі Картьє-Брессона, Scanno, Італія

Анрі Картьє-Брессон (фр. Henri Cartier-Bresson; 22 серпня 1908, Шантлу-ан-Брі — 3 серпня 2004, Монжустен) — французький фотограф, класик світової фотографії.

## Біографія
Народився 22 серпня 1908 у Шантлу біля Парижа. Вчився живопису в Андре Лота. В 1929 відвідував лекції з живопису в Кембриджському університеті. Перша виставка фотографій Картьє-Брессона пройшла 1933 року в Іспанії. В 1936–1939 він був асистентом французького режисера Жана Ренуара.
Під час Другої світової війни Картьє-Брессон служив капралом у французькій армії. Потрапив у полон, втік і вступив до руху Опору. В 1945 на замовлення американської служби військової інформації зняв фільм «Повернення» — глибоку й зворушливу картину про повернення військовополонених до Франції.

Place de l'Europe, позаду вокзалу Saint-Lazare, Париж, Франція, 1932 рік

Після війни, в 1947, Картьє-Брессон став одним із засновників об'єднання фоторепортерів «Магнум» у Нью-Йорку. Одержував багато замовлень від великих журналів Америки й інших країн. Працював у Китаї, Індонезії, Єгипті та інших країнах. В 1947 була організована перша велика виставка його робіт у Музеї сучасного мистецтва в Нью-Йорку. Виставки були організовані також у Парижі, Мілані, Токіо й Кельні.
В 1952 була опублікована книга Картьє-Брессона «Вирішальний момент», до якої увійшли близько ста найкращих його світлин. Крім цієї книжки, вийшли ще п'ять альбомів майстра — «Європейці», «Москвичі» (обидві у 1955), «Світ Анрі Картьє-Брессона» (1968, у якому надруковані фотографії за сорок років), «Обличчя Азії» (1972), «Про Росію» (1974). Наприкінці 1960—1970-х років Картьє-Брессон знімав фільми, зокрема «Каліфорнійські враження» (1969) і «Південні знімки» (1971).
Помер Картьє-Брессон 2 серпня 2004 у Франції.
|  | "Фотографія сама по собі мене не цікавить. Я просто хочу захопити шматочок реальності. Я не хочу нічого доводити, нічого підкреслювати. Речі й люди говорять самі за себе. Я не займаюся «кухнею». Робота в лабораторії або в студії в мене викликає нудоту. Ненавиджу маніпулювати — ні під час зйомки, ні після, у темній кімнаті. Гарне око завжди помітить такі маніпуляції… Єдиний момент творчості — це одна двадцять п'ята доля секунди, коли клацає затвор, у камері миготить світло й рух зупиняється". |

## Деякі відомі особистості на фотографіях
Анрі Картьє-Брессон фотографував як простих людей, так і вельми іменитих персон і значні події XX століття. Ось тільки деякі відомі особистості, яких він відобразив: Ірен і Фредерік Жоліо-Кюрі (1944), Анрі Матісс (1944), Альбер Камю (1944), Поль Валері (1946), Вільям Фолкнер (1947), Трумен Капоте (1947), Хоан Міро (1953), Жан Ренуар (1960), Андре Бретон (1961), Мерилін Монро (1961), Ролан Барт (1963), Коко Шанель (1964), Жан-Поль Сартр, Езра Паунд (1970), Луї Арагон (1971).

## Роботи в музейних колекціях світу
Право придбати і надрукувати «Основну колекцію» робіт було надано 385 друкованим виданням, обраним Анрі Картьє-Брессоном в 1979 році. Нині роботи Анрі Картьє-Брессона перебувають у колекціях музеїв у всьому світі:
- Bibliothèque Nationale de France, Париж, Франція.
- De Menil Collection, Х'юстон, Техас, США.
- University of Fine Arts, Осака, Японія.
- Victoria and Albert Museum, Лондон, Велика Британія.
- Maison Européenne de la Photographie, Париж, Франція.
- Musée Carnavalet, Париж, Франція.
- Museum of Modern Art, Нью-Йорк, США.
- The Art Institute of Chicago, Чикаго, США.
- The Getty Museum, Лос Анджелес, США.
- International Centre of Photography, Нью-Йорк, США.
- The Philadelphia Art Institute, Філадельфія, США.
- The Museum of Fine Arts, Х'юстон, США.
- Kahitsukan Kyoto Museum of Contemporary Art, Кіото, Японія.
- Museum of Modern Art, Тель-Авів, Ізраїль.
- Stockholm Modern Museet, Стокгольм, Швеція.